# Бардіна (селище)
Ба́рдіна (рос. Бардина) — селище у складі Новокузнецького району Кемеровської області, Росія. Входить до складу Терсинського сільського поселення.

## Населення
Населення — 92 особи (2010; 88 у 2002).
Національний склад (станом на 2002 рік):
- росіяни — 97 %